# San Ildefonso de Atapas
San Ildefonso de Atapas fue una antigua reducción indígena de Costa Rica, ubicada en la vertiente del Pacífico, en la margen oriental del golfo de Nicoya, en el camino que iba desde Costa Rica a la frontera de la Alcaldía Mayor de Nicoya y a la provincia de Nicaragua.
En el reparto de los indígenas de Costa Rica en encomiendas, efectuado ilegalmente en 1569 por el gobernador Pero Afán de Ribera y Gómez, se menciona a los indígenas Catapas, como residentes en las cercanías de la ciudad de Aranjuez. El pueblo de los Catapas fue encomendado a un conquistador llamado Pedro de Balmaceda.
En 1662, el pueblo de San Ildefonso de Atapas, junto con el de Abangares, pertenecía a la doctrina Santa Catalina de Garabito. Según un informe del Gobernador interino Don Rodrigo Arias Maldonado y Góngora, "... constan todos de veinte tributarios, están estos pueblos en el despoblado que hay desde la provincia de Nicaragua a esta de Costarrica, en el camino real y preciso por donde se conducen las mulas a Panamá y se da avío a los pasajeros: hay más de veinte estancias de españoles, negros, mestizos y mulatos que administra un solo religioso...".
El pueblo de San Ildefonso de Atapas posiblemente desapareció a fines del siglo XVII o principios del XVIII.